# Cendrillon
Cendrillon er en fransk stumfilm fra 1899 af Georges Méliès.